# Scaptesyle dichotoma
Scaptesyle dichotoma là một loài bướm đêm thuộc phân họ Arctiinae, họ Erebidae.